# Lot (departamento)
Lot é um departamento da França localizado na região da  Occitânia. Sua capital é a cidade de Cahors.